# Melbourne City
Koordinaten: 37° 49′ S, 144° 59′ O

Melbourne City ist ein lokales Verwaltungsgebiet (LGA) im australischen Bundesstaat Victoria. Melbourne City ist das Zentrum der Metropole Melbourne, der Hauptstadt Victorias. Das Gebiet ist 36,5 km² groß und hat über 135.000 Einwohner.
Melbourne City liegt nördlich der Port Phillip Bay und enthält 14 Stadtteile: Carlton, Docklands, Melbourne CBD, East Melbourne, North Melbourne, West Melbourne, Jolimont, Parkville, Southbank und Teile von Carlton North, Flemington, Kensington, Port Melbourne und South Yarra. Der Sitz des City Councils befindet sich im Central Business District (CBD).
Der heutige CBD war 1835 das erste Siedlungsgebiet an der Südküste Australiens und entwickelte sich innerhalb von nur zwölf Jahren zur City.
Kernstück von Melbourne City ist der Hafen von Melbourne mit den Docklands. Des Weiteren ist die City das Zentrum von Handel und Verkehr in der Hauptstadt und enthält einen Großteil der wichtigsten kulturellen Einrichtungen, Parkanlagen, Universitäten und Krankenhäuser.

## Die Stadtteile
An der Ostgrenze des CBD, in der Spring Street, befindet sich das Parliament House, der Sitz des Parlaments von Victoria. Auch das oberste Gericht, der Supreme Court of Victoria, ist im Stadtzentrum zu finden.
Im Osten des Stadtzentrums südlich des Yarra River befindet sich der botanische Garten von Melbourne, der als der schönste Australiens und einer der schönsten der Welt gilt. Auf 38 ha sind in den Royal Botanic Gardens 50.000 Pflanzen- und 10.000 Tierarten zu sehen.
Südlich des Zentrums zwischen Südufer des Yarra River und Port Phillip City liegt der Stadtteil Southbank. Hier sind einige der höchsten Gebäude der Stadt, darunter der 297 m hohe Eureka Tower oder der 205 m hohe Freshwater Place. Des Weiteren liegt hier das kulturelle Zentrum Melbournes um das Arts Centre mit Theatern, Konzerthallen, die National Gallery sowie das Victorian College of the Arts.
Die Carlton Gardens im gleichnamigen Stadtteil mit dem Royal Exhibition Building gehören als Kulturdenkmal zum UNESCO-Welterbe. Dort befindet sich auch das Melbourne Museum, das größte Museum der Südhalbkugel. In Carlton North befindet sich der Melbourne General Cemetery. Auf diesem seit 1853 genutzten Hauptfriedhof befinden sich zahlreiche Gräber berühmter Personen der australischen Geschichte, darunter drei Premierminister und die berühmten Forscher Burke und Wills. Im benachbarten Princes Park befindet sich ein 35.000 Zuschauer fassendes Stadion, in dem die Victorian Football League meist das Finale der Football-Saison auf Staatsebene austrägt.
In der City of Melbourne befinden sich zahlreiche große Sportstätten, die wichtigsten davon im Gebiet Olympic Park, Melbourne Park und Yarra Park in East Melbourne. Das größte Stadion der Stadt ist der Melbourne Cricket Ground, der 100.000 Zuschauer fasst und schon 1956 das Hauptstadion der Olympischen Spiele gewesen war. Die Rod Laver Arena und die Hisense Arena mit 15.000 bzw. 10.000 Plätzen sind die Hauptstadien der Australian Open, einem der vier Grand-Slam-Turniere im Tennis.
Das Etihad Stadium in den Docklands ist mit über 56.000 Zuschauern das zweitgrößte Stadion. Eigentlich für Australian Football gebaut, ist es seit 2007 auch Heimstadion von Melbourne Victory. In diesem Jahr wurden sie australischer Fußballmeister und zogen wegen des gestiegenen Zuschauerinteresses vom Olympic Park Stadium um. 
Im Nordosten im Stadtteil Parkville befindet sich der Hauptcampus der University of Melbourne, der ältesten Universität Victorias, und das Royal Melbourne Hospital, eines der führenden staatlichen Krankenhäuser Australiens. Außerdem befindet sich der mit 181 ha größte Innenstadtpark, der Royal Park, in dem Stadtteil, ebenso wie der Melbourne Zoo, der älteste Zoologische Garten Australiens.
Im äußersten Nordwesten der City befindet sich der Flemington Racecourse, eine zwei Meilen (3200 m) lange Pferderennstrecke. Neben zahlreichen wichtigen Rennen findet hier jeweils am ersten Dienstag im November der Melbourne Cup statt. Der Tag ist ein offizieller Feiertag in Victoria und das Rennen ist das größte und wichtigste Australiens und eines der prestigeträchtigsten Zweimeilenrennen weltweit.

## Docklands
Die Docklands am Yarra River sind das ehemalige Hafengelände Melbournes. Durch die modernen Containerschiffe ist der Hafen zu klein geworden und zog deshalb weiter Richtung Flussmündung nach West Melbourne. Die alten Hafengebäude wurden zu Bürogebäuden umgebaut und heute sind die Docklands ein Geschäftszentrum der Stadt. 
Die Docklands haben einen Sonderstatus innerhalb der City of Melbourne, da sie von der Docklands Authority verwaltet werden und ihre Einwohner nicht an den Wahlen zum City Council teilnehmen.

## Verwaltung
Der Melbourne City Council hat neun Mitglieder, die von den Bewohnern der City gewählt werden. Anders als die anderen LGAs Melbournes ist Melbourne City nicht in Bezirke (Wards) unterteilt. Aus dem Kreis der Councillor rekrutiert sich auch der Lord Mayor (Oberbürgermeister) des Councils. Der Lord Mayor der City ist zugleich der Repräsentant der gesamten Stadt und der Vertreter bei wichtigen Treffen in Staats-, Regierungs- und Wirtschaftsangelegenheiten.